# Kiến Tường (thị xã)
Kiến Tường là một thị xã thuộc tỉnh Long An, Việt Nam.
Thị xã Kiến Tường được thành lập vào ngày 18 tháng 3 năm 2013 trên cơ sở tách một phần diện tích và dân số của huyện Mộc Hóa. Mộc Hóa từng là tỉnh lỵ của tỉnh Kiến Tường cũ trong giai đoạn 1956 - 1975 dưới thời Việt Nam Cộng hòa (tỉnh lỵ có tên là "Mộc Hóa", nay là khu vực trung tâm thị xã Kiến Tường). Năm 1976, tỉnh Kiến Tường bị giải thể và sáp nhập vào tỉnh Long An. Sau 37 năm bị mất tên gọi hoàn toàn, vào năm 2013, địa danh Kiến Tường trở thành tên gọi của một thị xã thuộc tỉnh Long An.

## Địa lý

### Vị trí địa lý
Thị xã Kiến Tường nằm ở phía tây tỉnh Long An, cách thành phố Tân An 68 km, cách Thành phố Hồ Chí Minh 121 km, nằm ở trung tâm của vùng Đồng Tháp Mười, có vị trí địa lý:
- Phía đông giáp huyện Mộc Hóa
- Phía tây giáp huyện Vĩnh Hưng và huyện Tân Hưng
- Phía bắc giáp huyện Kông Bông Rồ, tỉnh Svay Rieng, Campuchia
- Phía nam giáp huyện Tân Thạnh.

Thị xã Kiến Tường có diện tích 204,36 km², dân số năm 2021 là 51.620 người, mật độ dân số đạt 253 người/km².

### Điều kiện tự nhiên

#### Địa hình
Thị xã Kiến Tường nằm trong khu đất trung tâm của vùng Đồng Tháp Mười, đất trũng ngập nước hằng năm. 

#### Khí hậu
Khí hậu chia làm 2 mùa rõ rệt: Mùa nắng và Mùa mưa. Hàng năm, Kiến Tường đều phải chịu ảnh hưởng của lũ lụt trên hệ thống sông Vàm Cỏ. 

#### Tài nguyên đất
Đất đai thị xã chủ yếu là đất phèn, thích hợp cho trồng lúa và tràm. Nước ngọt quanh năm được cung cấp bởi sông Vàm Cỏ Tây và một số phụ lưu của sông Vàm Cỏ Tây như sông Cả Môn, Gò Ớt, rạch Cá Rô, rạch Bích... và hệ thống kênh rạch thông với sông Tiền.
Lũ lụt trên sông Vàm Cỏ lên chậm, ngâm lâu, vun bồi phù sa cho đất đai ở đây.

## Hành chính
Thị xã Kiến Tường có 8 đơn vị hành chính cấp xã, bao gồm 3 phường: 1, 2, 3 và 5 xã: Bình Hiệp, Bình Tân, Thạnh Hưng, Thạnh Trị, Tuyên Thạnh.

## Lịch sử

### Thời phong kiến
Vào thời nhà Nguyễn, Mộc Hóa chỉ là tên gọi một tổng thuộc huyện Quang Hóa, phủ Tây Ninh, tỉnh Gia Định. Vùng đất Mộc Hóa ngày nay khi ấy vừa thuộc tổng Mộc Hóa, huyện Quang Hóa, phủ Tây Ninh, tỉnh Gia Định và thuộc tổng Hưng Long, huyện Kiến Hưng, tỉnh Định Tường. Tổng Mộc Hóa gồm cả vùng rộng lớn nằm hai bên sông Vàm Cỏ Tây.

### Thời Pháp thuộc
Sau khi chiếm được ba tỉnh miền Đông Nam Kỳ (gồm Biên Hòa, Gia Định và Định Tường), đến năm 1867 thực dân Pháp bãi bỏ phân chia hành chính cũ của thời nhà Nguyễn và đặt ra các hạt Thanh tra mới. Hai tổng Mộc Hóa (nguyên thuộc huyện Quang Hóa, tỉnh Gia Định) và Hưng Long (nguyên thuộc huyện Kiến Hưng, tỉnh Định Tường) khi đó cùng thuộc hạt Thanh tra Tân An. Năm 1872, tổng Hưng Long gồm 25 làng và tổng Mộc Hóa gồm 9 làng.
Năm 1876, Pháp đổi tên các hạt Thanh tra thành hạt tham biện. Đến ngày 1 tháng 1 năm 1900, lại đổi các hạt tham niện thành tỉnh. Hai tổng Hưng Long và Mộc Hóa khi đó cùng thuộc tỉnh Tân An. Năm 1910, hai tổng Hưng Long và Mộc Hóa có các làng trực thuộc như sau:
- Tổng Hưng Long gồm 16 làng: Bình An, Bình An Đông, Bình Cư, Bình Quân, Đông An, Mỹ Phước, Ngãi Hòa, Ngãi Lợi, Nhơn Nhượng, Phú Khương, Phú Thượng, Tân Đông, Tân Hòa Đông, Tân Hòa Tây, Tường Khánh, Xuân Sanh;
- Tổng Mộc Hóa gồm 20 làng: Bình Châu, Bình Định, Bình Giảng, Bình Hiệp, Bình Nguyên, Hưng Điền, Hưng Nguyên, Phong Hòa, Phong Thoại, Thái Bình Trung, Thạnh Hòa, Thuận Bình Đông, Tuyên Bình, Tân Lập, Thủy Đông, Thuận Ngãi Thượng, Tuyên Thạnh, Vĩnh Lợi, Vĩnh Trị, Vĩnh Thạnh.

Quận Mộc Hóa được thành lập từ ngày 15 tháng 5 năm 1917, thuộc tỉnh Tân An, gồm có 2 tổng: Thanh Hoà Thượng với 9 làng, Thanh Hoà Hạ với 8 làng. Hai tổng cũ là Mộc Hóa và Hưng Long đều bị giải thể. Quận lỵ Mộc Hóa đặt tại làng Tuyên Thạnh vốn trước đó thuộc tổng Mộc Hóa.

### Thời Việt Nam Cộng hòa
Ngày 17 tháng 2 năm 1956, chính quyền Sài Gòn tách quận Mộc Hóa khỏi tỉnh Tân An để thành lập tỉnh Mộc Hóa theo sắc lệnh số 21/NV.
Ngày 22 tháng 10 năm 1956, tổng thống Ngô Đình Diệm ban hành sắc lệnh 143/NV đổi tên tỉnh Mộc Hóa thành tỉnh Kiến Tường bao gồm 4 quận: Châu Thành, Kiến Bình, Tuyên Nhơn, Tuyên Bình. Tỉnh lỵ tỉnh Kiến Tường khi đó có tên là Mộc Hóa, về mặt hành chánh thuộc xã Tuyên Thạnh, quận Châu Thành.
Về phía chính quyền Mặt trận Dân tộc Giải phóng Miền Nam Việt Nam và sau này là Chính phủ Cách mạng lâm thời Cộng hòa Miền Nam Việt Nam, để chỉ đạo sát đúng với thực tế tình hình địa phương, tháng 7 năm 1957 tách Mộc Hóa ra khỏi tỉnh Tân An, lập đơn vị hành chính cấp tỉnh, vẫn lấy tên là tỉnh Kiến Tường như bên chính quyền Việt Nam Cộng hòa. Tuy nhiên, bên dưới tỉnh Kiến Tường chia làm bốn vùng, mỗi vùng tương ứng với một quận của phía Việt Nam Cộng hòa:
- Vùng 2: tương ứng với quận Châu Thành
- Vùng 4: tương ứng với quận Kiến Bình
- Vùng 6: tương ứng với quận Tuyên Nhơn
- Vùng 8: tương ứng với quận Tuyên Bình.

### Sau năm 1975
Tháng 2 năm 1976, tỉnh Kiến Tường giải thể, sáp nhập với tỉnh Long An và trở thành một huyện của tỉnh Long An với tên gọi mới là huyện Mộc Hóa. Huyện Mộc Hóa lúc đó bao gồm 5 huyện và 1 thị xã vùng Đồng Tháp Mười ngày nay (thuộc tỉnh Long An) và có diện tích tự nhiên 2.296 km², gồm có 1 thị trấn Mộc Hóa (huyện lỵ) và 29 xã: Bắc Hòa, Bình Hiệp, Bình Hòa, Bình Phong Thạnh, Hậu Thạnh, Hưng Điền A, Hưng Điền B, Kiến Bình, Nhơn Hòa Lập, Nhơn Ninh, Tân Đông, Tân Hòa, Tân Lập, Tân Ninh, Thái Bình Trung, Thái Trị, Thạnh Phú, Thạnh Phước, Thạnh Trị, Thuận Nghĩa Hòa, Thủy Đông, Tuyên Bình, Tuyên Thạnh, Vĩnh Châu A, Vĩnh Châu B, Vĩnh Đại, Vĩnh Lợi, Vĩnh Thanh, Vĩnh Trị.
Vùng đất thị xã Kiến Tường ngày nay khi đó tương ứng thị trấn Mộc Hóa và 3 xã: Bình Hiệp, Thạnh Trị, Tuyên Thạnh thuộc huyện Mộc Hóa. Huyện lý huyện Mộc Hóa khi đó là thị trấn Mộc Hóa.
Ngày 4 tháng 4 năm 1989, chia xã Bình Hiệp thành 2 xã: Bình Hiệp và Bình Tân; chia xã Tuyên Thạnh thành 2 xã: Tuyên Thạnh và Thạnh Hưng.
Ngày 19 tháng 4 năm 2007, thị trấn Mộc Hóa được công nhận là đô thị loại IV.
Ngày 18 tháng 3 năm 2013, Chính phủ ban hành Nghị quyết số 33/NQ-CP. Theo đó:
- Thành lập thị xã Kiến Tường trên cơ sở tách thị trấn Mộc Hóa và 5 xã: Tuyên Thạnh, Bình Hiệp, Bình Tân, Thạnh Hưng và Thạnh Trị thuộc huyện Mộc Hóa
- Thành lập phường 1 trên cơ sở 806,22 ha diện tích tự nhiên và 19.544 người của thị trấn Mộc Hóa
- Thành lập phường 2 trên cơ sở 946,50 ha diện tích tự nhiên và 17.208 người còn lại của thị trấn Mộc Hóa
- Thành lập phường 3 trên cơ sở 796,04 ha diện tích tự nhiên và 4.239 người của xã Tuyên Thạnh.

Sau khi thành lập, thị xã Kiến Tường có 20.428,20 ha diện tích tự nhiên và 64.589 người với 8 đơn vị hành chính trực thuộc, gồm 3 phường và 5 xã.
Ngày 23 tháng 8 năm 2023, Bộ Xây dựng ban hành Quyết định số 879/QĐ-BXD về việc công nhận thị xã Kiến Tường là đô thị loại III.

## Kinh tế - xã hội

### Kinh tế

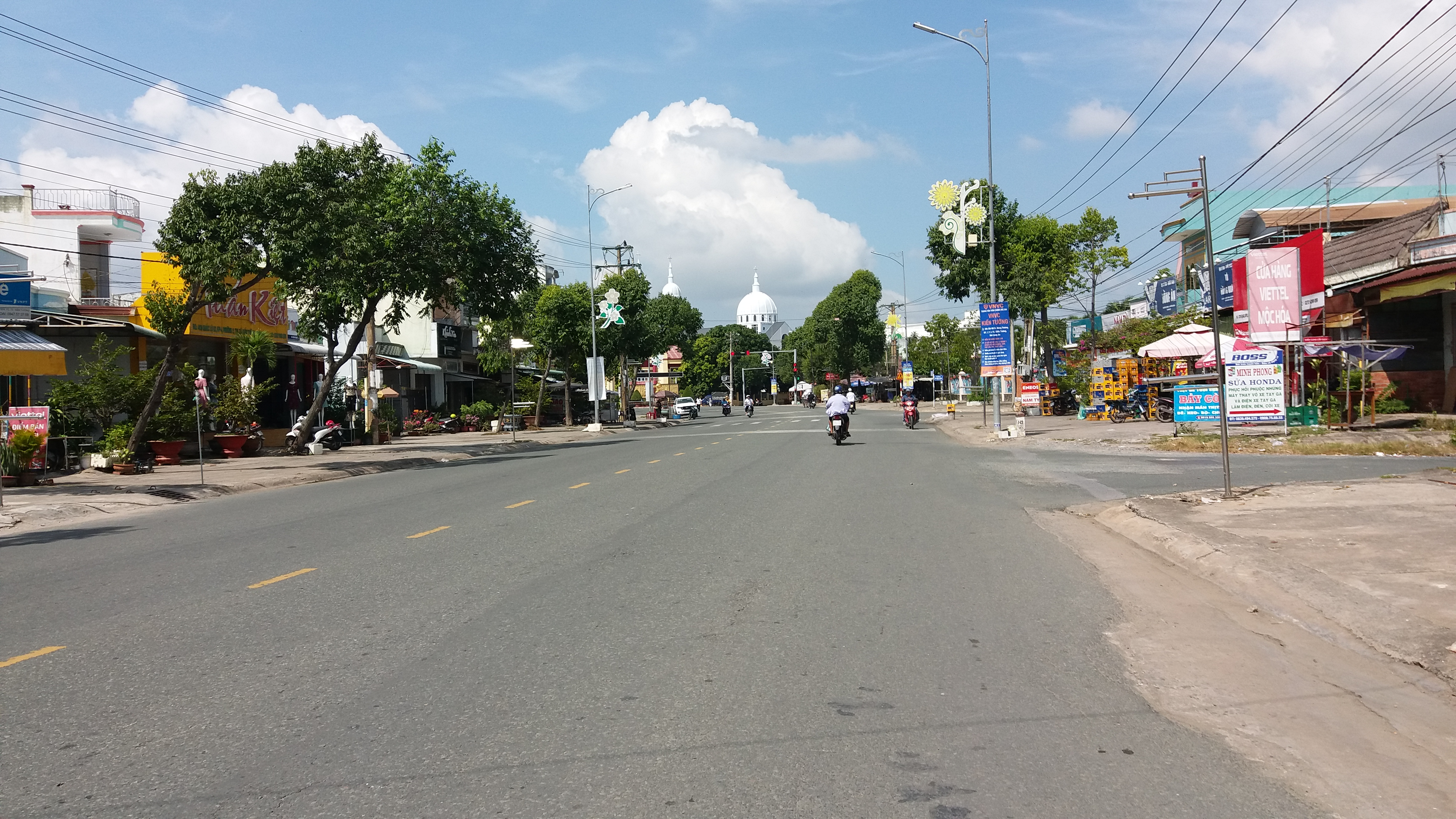
Một góc Thị xã Kiến Tường.

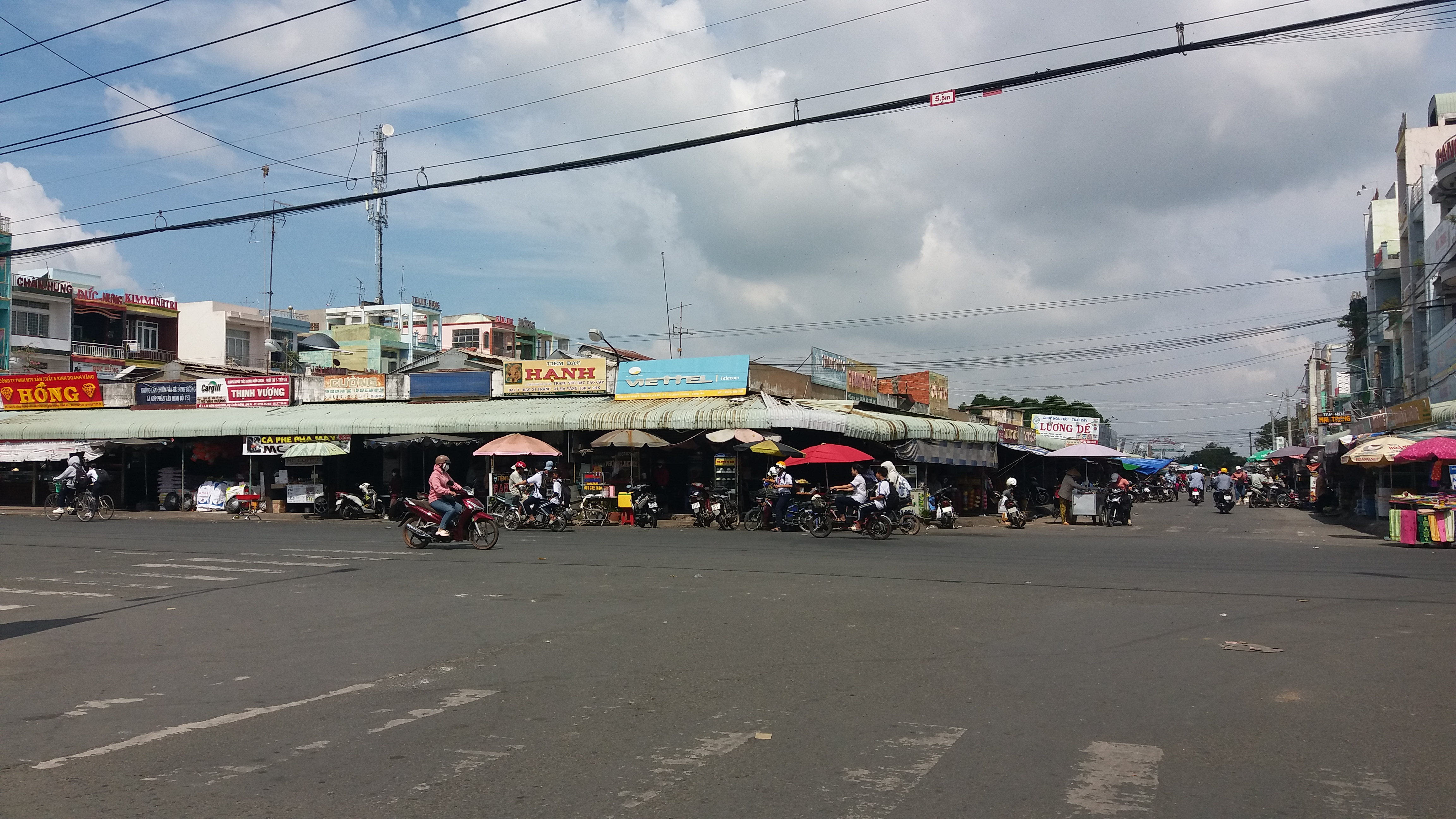
Chợ Kiến Tường.

Một góc chợ Kiến Tường.

Thị xã Kiến Tường là trung tâm của khu vực Đồng Tháp Mười về nhiều mặt, trong đó kinh tế đóng vai trò chủ đạo trong sự phát triển chung của toàn khu vực Đồng Tháp Mười. Thị xã có cửa khẩu quốc tế Bình Hiệp để giao thương hàng hóa với Vương quốc Campuchia, có tuyến quốc lộ 62 chạy qua giúp cho việc vận chuyển hàng hóa thuận lợi hơn.
Chợ Mộc Hóa cũ đã được nâng cấp thành trung tâm thương mại Kiến Tường nguy nga tráng lệ, đóng vai trò đầu tàu cho ngành dịch vụ không chỉ của thị xã Kiến Tường mà còn là đầu tàu cho toàn vùng Đồng Tháp Mười. Hàng hóa bày bán trong chợ rất đa dạng, được cung cấp chủ yếu từ thị trường đầu mối Thành phố Hồ Chí Minh nên giá cả hợp lý và phong phú.
Toàn thị xã hiện nay có 1 trung tâm thương mại, 1 siêu thị mini, 3 chợ quy mô lớn (Phường 1, Phường 2, xã Bình Hiệp), 1 siêu thị miễn thuế cửa khẩu Bình Hiệp tạo điều kiện thuận lợi cho việc mua sắm, trao đổi hàng hóa của bà con nhân dân thị xã và người dân nước bạn Campuchia.
Cơ cấu kinh tế của thị xã đang dịch chuyển dần theo hướng giảm tỷ lệ nông nghiệp, tăng dần phi nông nghiệp. Khu kinh tế cửa khẩu Bình Hiệp đang dần chuyển mình thành khu công nghiệp tập trung, thu hút các nhà đầu tư trong và ngoài nước.
Khu công nghiệp phi thuế quan Cửa khẩu quốc tế Bình Hiệp đi vào hoạt động đã tạo cơ hội việc làm ổn định cho hàng ngàn người lao động trên địa bàn thị xã và các địa phương lân cận. Cửa khẩu quốc tế Bình Hiệp được phép thông quan hàng hóa với nước bạn Campuchia càng làm thị trường trao đổi hàng hóa thêm sôi động. Có thời điểm mỗi ngày hàng trăm xe container xếp hàng chờ thông quan hàng hóa. Đây là tín hiệu khởi sắc của một cửa khẩu quốc tế mới được thành lập như cửa khẩu Bình Hiệp.

### Xã hội

#### Giáo dục
Thị xã Kiến Tường có tổng số 26 cơ sở giáo dục đóng trên địa bàn, bao gồm 1 trường Cao đẳng (Phường 3), 2 trường THPT (THPT Kiến Tường ở Phường 1 và THPT Chất lượng cao Thiên Hộ Dương ở Phường 2), 5 trường Trung học cơ sở (Võ Duy Dương, Nguyễn Hồng Sến, Trần Văn Trà, Lê Quí Đôn, Lê Văn Tám), 7 trường tiểu học (Nguyễn Tấn Kiều, Huỳnh Việt Thanh, Nguyễn Thái Bình, Ngô Quyền, Tuyên Thạnh, Thạnh Hưng, Đặng Thị Mành), 2 trường TH&THCS (Võ Văn Kiệt, Trần Văn Giàu) và 10 trường Mầm non. Đa số các cơ sở giáo dục từ mầm non đến THCS trên địa bàn đều đã đạt chuẩn quốc gia mức độ 1 trở lên. Trong đó, trường Tiểu học Nguyễn Tấn Kiều trên địa bàn phường 1 đã 2 lần được tặng thưởng Huân chương Lao động (hạng nhì, ba).
Trường THPT Kiến Tường được thành lập từ thập niên 60 của thế kỷ trước, nay được xây dựng mới theo định hướng chuẩn quốc gia, đi vào hoạt động tại cơ sở mới từ năm 2009. Trường THPT Kiến Tường đạt chuẩn đánh giá ngoài mức độ 1 vào năm 2016 và đang tiến đến công nhận chuẩn quốc gia vào năm 2019.
Tháng 11 năm 2019, thị xã Kiến Tường khởi công xây dựng trường THPT chất lượng cao Thiên Hộ Dương. Đây là ngôi trường được xây dựng từ nguồn vốn xã hội hóa do đồng chí Nguyên Chủ tịch nước Trương Tấn Sang vận động và tài trợ. Ngày 06 tháng 11 năm 2021, lễ khánh thành trường THPT Thiên Hộ Dương đánh dấu mốc son cho ngôi trường mới chính thức đi vào hoạt động. Các đồng chí nguyên chủ tịch nước Trương Tấn Sang, nguyên phó thủ tướng Truong Hòa Bình cùng các đồng chí lãnh đạo tỉnh, thị xã đã cùng nhau cắt dải băng đỏ khánh thành ngôi trường.

#### Y tế
Thị xã Kiến Tường có 1 bệnh viện đa khoa với quy mô 150 giường bệnh, 1 Trung tâm y tế, 1 phòng y tế trực thuộc ủy ban nhân dân thị xã và 8 trạm y tế xã - phường. Đội ngũ y, bác sĩ có tay nghề cao và có những thiết bị kỹ thuật cao để chữa trị những căn bệnh hiểm nghèo, góp phần giảm tải cho cơ quan y tế tuyến trên.
Hiện tại, bệnh viện đang xây dựng mới 1 bệnh viện với quy mô với 500 giường bệnh và sẽ đi vào hoạt động từ ngày 30/4/2021.
Ngoài ra, trên địa bàn còn có 3 phòng khám tư nhân với quy mô lớn: Phòng khám Sài Gòn - Kiến Tường, Phòng khám An Lộc Thành phố và Phòng khám Tâm An. Bên cạnh đó, bệnh viện Xuyên Á cũng đang trong quá trình xây dựng trên địa bàn xã Bình Hiệp.

## Văn hóa - du lịch

### Tôn giáo
Các tôn giáo chính trên địa bàn thị xã bao gồm Phật giáo, Thiên Chúa Giáo, Tin Lành, Cao Đài và ngoài ra còn có một số tôn giáo chưa có nhiều tín đồ. Hệ thống đình - chùa - miếu, nhà thờ,... được chỉnh trang, xây dựng khang trang, tạo điều kiện thuận lợi cho sinh hoạt tôn giáo trên địa bàn.

### Vui chơi, giải trí
Điều kiện vui chơi, giải trí ở thị xã Kiến Tường còn hạn chế rất nhiều. Các em thiếu nhi có thể đến tham gia các trò chơi tại Nhà thiếu nhi, tuy nhiên, các trò chơi này chỉ hoạt động vào buổi tối.
Toàn thị xã chỉ có 1 địa điểm tạm gọi là thắng cảnh: Núi Đất. Đây là cụm 3 ngọn núi nhân tạo được xây dựng từ giữa thế kỷ XX. Theo lời kể của những người lớn tuổi thì công trình Núi Đất được khởi công xây dựng vào năm 1959. Nhân công thực hiện là tù binh bị bắt lao động khổ sai, họ đào đất đắp thành ngọn núi giả rồi gắn đá ong lên trên. Đây là công trình phục vụ cho nhu cầu nghỉ mát của tỉnh trưởng tỉnh Kiến Tường chế độ cũ. Công trình được hoàn thành vào năm 1963, được tổng thống Ngô Đình Diệm về thăm trước khi bị ám sát vào ngày 02 tháng 11 năm 1963.
Hiện tại Núi Đất đang được quản lý bởi ngành văn hóa thông tin nhưng qua năm tháng không được đầu tư, Núi Đất đã bị xuống cấp rất nhiều. Núi Đất hiện nay chỉ còn là hoài niệm trong lòng những người lớn tuổi.

### Đặc sản
Kiến Tường có món đặc sản Bún Xiêm Lo độc đáo, đã được giới thiệu trên kênh truyền hình Vĩnh Long và Đồng Tháp, chương trình Đặc Sản Miền Sông Nước. Bên cạnh đó, trái Cà Na, một loại trái thiên nhiên chỉ có vào mùa nước nổi, được chế biến theo nhiều cách khác nhau cũng là loại quà vặt ưa thích của cư dân địa phương. Một loại đặc sản khác là mắm. Tuy không nổi tiếng bằng mắm Châu Đốc, Tân Châu nhưng ở đây có loại mắm cá rút xương: cá trèn, cá chốt, cá rô, cá sặc,.... Các loại mắm này được ủ theo cách gia truyền, xương cá tan hết, con cá còn nguyên hình dạng mà không bị rã.

### Tiềm năng du lịch
Trên địa bàn thị xã tuy không có địa điểm du lịch hấp dẫn du khách nhưng thị xã có thể dựa vào lợi thế liên thông của các điểm du lịch chung quanh để thu hút khách du lịch. Có thể lấy vài ví dụ như sau: Tour 1: Khu du lịch sinh thái Làng Nổi Tân Lập (Mộc Hóa) - Trung tâm thương mại Kiến Tường (Mua sắm) - Cửa khẩu quốc tế Bình Hiệp; Tour 2: Khu bảo tồn đất ngập nước Láng Sen (Tân Hưng) - Trung tâm thương mại Kiến Tường (Mua sắm) - Cửa khẩu quốc tế Bình Hiệp; Tour 3: Du thuyền trên Sông Vàm Cỏ Tây. Khu Núi Đất nếu được cải tạo cảnh quan và đầu tư xây dựng thì có thể trở thành khu nghỉ dưỡng cho khách tham quan.

## Giao thông
Trên địa bàn thị xã có tuyến quốc lộ 62 đi ngang qua, đây là 1 trong 4 trục ngang Đông - Tây chiến lược của Đồng bằng sông Cửu Long. Dự kiến trong giai đoạn 2021 - 2025, quốc lộ 62 sẽ được nâng cấp mở rộng mặt đường bằng nguồn vốn trung ương đầu tư. Ngoài ra thị xã còn có tỉnh lộ 831, tuyến lộ liên xã Tuyên Thạnh - Thạnh Hưng, Bình Hiệp - Thạnh Trị.
Về giao thông đường thủy có các tuyến kênh mương chằng chịt và sông Vàm Cỏ Tây chảy qua, là điều kiện thuận lợi cho việc giao thương, trao đổi hàng hóa với các địa phương trong và ngoài khu vực.
Tuy nhiên, đoạn quốc lộ 62 hiện nay đã xuống cấp trầm trọng, cần phải được sửa chữa để tạo điều kiện thuận tiện cho việc giao thông và lưu thông hàng hóa từ thị xã đi các nơi và ngược lại..

### Các trục đường chính trong thị xã
- Đường 30/4: Đây có thể được coi là một trong những con đường độc đáo nhất, hoàn toàn không có địa chỉ nhà riêng của bất kỳ gia đình hay cá nhân nào. 100% địa chỉ ở đường này là cơ quan, ban ngành đoàn thể nhà nước.

| - Đường Hùng Vương - Đường Lý Thường Kiệt - Đường Hai Bà Trưng - Đường Lê Lợi - Đường Trần Hưng Đạo - Đường Bạch Đằng - Đường Thiên Hộ Dương | - Đường Đốc Binh Kiều - Quốc lộ 62 - Đường Ngô Quyền - Đường Phan Chu Trinh - Đường Nguyễn Du - Đường Huỳnh Việt Thanh - Đường Võ Thị Sáu | - Đường Nguyễn Thị Minh Khai - Đường Lê Hồng Phong - Đường Nguyễn Văn Kỉnh - Đường Võ Văn Định - Đường Nguyễn Thành A - Đường Lê Quí Đôn - Đường Lê Duẩn |

Ngoài ra còn có các con đường nhỏ hơn nằm ngang dọc trong lòng thị xã như đường Lê Quốc Sản, Lê Văn Dảo, Đặng Thị Mành, Nguyễn Thị Quãng, Lê Thị Khéo, Ung Văn Khiêm, Huỳnh Châu Sổ, Nguyễn Thái Bình, Hồ Ngọc Dẫn, Nguyễn Hồng Sến, Phạm Ngọc Thuận, Võ Văn Tần,...

### Sân bay Mộc Hóa
Trên địa bàn thị xã Kiến Tường từng có Sây bay quốc tế Mộc Hóa. Sân bay được xây dựng từ năm 1965 và phục vụ cho mục đích quân sự kết hợp dân sự, là cửa ngõ đi vào vùng Đồng Tháp Mười bằng đường hàng không. Sau năm 1975 thì bỏ hoang phế. Sân bay có hai đường băng song song rải nhựa nóng, dài 1.800m rộng 120m nếu không bị bỏ hoang và được đầu tư thích đáng thì có thể trở thành sân bay nội địa.
Thời gian đầu sau 1975, Nông trường Lúa Vàng (Nông trường quốc doanh) sử dụng sân bay để đáp máy bay trực thăng cho mục đích nông nghiệp (xạ lúa, rải phân, phun thuốc,...). Tuy nhiên, sau đó nông trường giải thể, sân bay chính thức bị bỏ hoang cho đến ngày nay. Đường băng số 1 được chuyển thành đường Lê Duẩn, đường băng số 2 được chuyển thành đường Lý Thường Kiệt nối dài. Nhà ga sân bay đã được tháo dỡ hoàn toàn, tọa lạc tại vị trí của trường Mầm non Hoa Sen hiện tại.
Sân bay Mộc Hóa đã từng xuất hiện trong bối cảnh của các bộ phim Cánh Đồng Hoang, Mùa Gió Chướng, Chiến Trường Chia Nửa Vầng Trăng,... của đạo diễn Hồng Sến.
Đến năm 2013, sân bay đã trở thành khu dân cư đường Lý Thường Kiệt nối dài và đường Lê Duẩn, trong đó đường băng trở thành đường phố, không còn dấu vết gì của sân bay cũ.